# MTV Unplugged (Thirty Seconds to Mars)
MTV Unplugged è un EP live del gruppo musicale statunitense Thirty Seconds to Mars, pubblicato il 19 agosto 2011 dalla Virgin Records.

## Registrazione
L'EP è stato registrato durante il concerto tenuto dal gruppo per conto del programma televisivo MTV Unplugged ai Sony Music Studios di New York, il 13 maggio 2011. L'esibizione ha visto una partecipazione molto attiva del pubblico, che canta insieme al gruppo. Il cantante Jared Leto ha descritto così la performance:

## Tracce
Testi e musiche di Jared Leto, eccetto dove indicato.
1. Hurricane – 4:21
2. Kings and Queens – 6:14
3. Night of the Hunter – 5:37
4. Where the Streets Have No Name – 4:29 (Paul Hewson, David Evans, Adam Clayton, Larry Mullen, Jr.) – originariamente interpretata dagli U2

## Formazione
- Jared Leto – voce, chitarra acustica
- Shannon Leto – batteria
- Tomo Miličević – chitarra acustica, violino